# Euphorbia gorgonis
Euphorbia gorgonis là một loài thực vật có hoa trong họ Đại kích. Loài này được A.Berger mô tả khoa học đầu tiên năm 1910.